# Hahnenkamm
Hahnenkamm er et bjerg der ligger ovenfor Kitzbühel i Kitzbühel Alperne i Østrig, med en højde på 1.712 m.
Skicenteret i Kitzbühel holder til på dette bjerg, der hvert år er hjemsted skiløbet Hahnenkammrennen. Den mest kendte løjpe på Hahnenkamm er Streif, som som regnes for den mest krævende i Alpine World Cup for ski.
Hahnenkammrennen har været afholdt hvert år siden 1931 og har været en del af Alpine World Cup for mænd siden 1967.
| Bjerg | Spire Denne artikel om et bjerg eller en bjergkæde er en spire som bør udbygges. Du er velkommen til at hjælpe Wikipedia ved at udvide den. |